# Captain Dynamo
Captain Dynamo je počítačová hra vydaná společností Codemasters v roce 1992.
Hlavní hrdina Captain Dynamo musí sesbírat všechny diamanty. Jedná se o plošinovou hru, kdy hlavní hrdina začíná na dně propasti a musí se dostat až nahoru. V některých úrovních má ale propast i boční štoly. Hra má několik úrovní v závislosti na typu počítače, pro který byla vydána. Obvyklý počet úrovní je 12, verze pro počítač ZX Spectrum jich má pouze 6.
Hra byla vydána pro počítače Amstrad CPC, ZX Spectrum, C64, Atari ST, Amiga, MS-DOS, Symbian.